# ビアンカ・シェンク
ビアンカ・シェンク（ドイツ語: Bianca Schenk、1918年4月24日 - 2000年9月2日）は、オーストリア出身のフィギュアスケート選手（女子シングル）。1936年ガルミッシュ・パルテンキルヘンオリンピックオーストリア代表。

## 主な戦績
| 大会/年      | 1935-36 |
| ------------ | ------- |
| オリンピック | 14      |